# Clayton, Louisiana
Clayton är en ort i Concordia Parish i Louisiana. Orten har fått sitt namn efter politikern Henry Clay. Vid 2020 års folkräkning hade Clayton 584 invånare.